# مدرسة ميلووكي للهندسة
مدرسة ميلووكي للهندسة (بالإنجليزية: Milwaukee School of Engineering)‏ هي جامعة خاصة في ميلووكي، ويسكونسن. يضم الحرم الجامعي 22 فدانًا في حي إيست تاون بوسط مدينة ميلووكي. يبلغ عدد الملتحقين بالمدرسة 2820 طالبًا منهم 224 طالب دراسات عليا. اعتبارًا من خريف 2018، بلغ عدد أعضاء هيئة التدريس بالجامعة 138 عضوًا في هيئة التدريس مع أكثر من 33 ٪ من النساء. نسبة الطلاب إلى أعضاء هيئة التدريس هي 15 إلى 1.
من خلال الأقسام الأكاديمية الثمانية، تقدم الجامعة 16 درجة بكالوريوس، 10 منها في الهندسة. كما تقدم الجامعة 9 درجات ماجستير.

## الحياة الدراسية
تركز المناهج الدراسية في الجامعة على الهندسة، والأعمال التجارية، والرياضيات، والتمريض. ينصب التركيز الأساسي للجامعة على التعليم الجامعي، حيث تضم 8 أقسام أكاديمية وتقدم 16 تخصصًا جامعيًا. تقدم الجامعة بشكل أساسي درجة البكالوريوس في العلوم المعتمدة من مجلس الاعتماد الأكاديمي للهندسة والتكنولوجيا للطلاب الجامعيين، بالإضافة إلى بكالوريوس العلوم في تجربة المستخدم. لدى الجامعة أيضًا 9 برامج ماجستير للدراسات العليا. اعتبارًا من عام 2019، كان لدى الجامعة 157 عضو هيئة تدريس بدوام كامل، 82٪ منهم حاصلون على درجة الدكتوراه. يقوم الأساتذة بتدريس جميع الدورات. نسبة الطلاب إلى أعضاء هيئة التدريس هي 15: 1.

### البرامج الأكاديمية

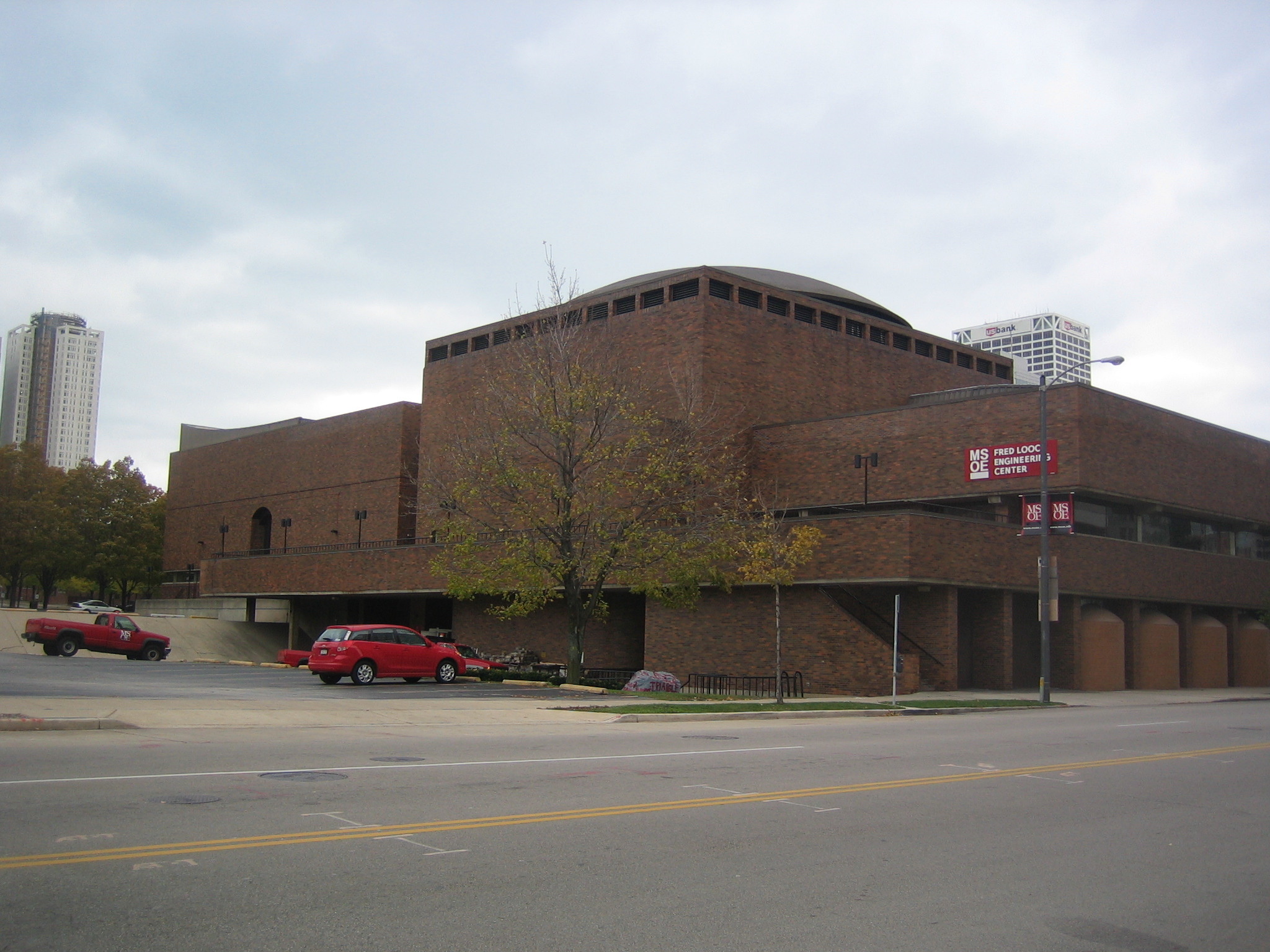
مركز فريد لووك الهندسي

الجامعة لديها برامج بكالوريوس العلوم بدوام كامل في الهندسة، بما في ذلك برامج التحويل لمدة عامين. كما تمنح درجة الماجستير. في عام 2016، كان معدل التخرج في الجامعة لمدة أربع سنوات 44٪.

### القبول
تصف مجلة يو إس نيوز آند وورد ريبورت القبول بالجامعة بأنه «أكثر انتقائية». منحت مجلة برينستون ريفيو الجامعة تصنيفًا انتقائيًا للقبول بلغ 86. للعام الدراسي 2018-19، تلقت الجامعة 3294 طلبًا؛ تم قبول 63٪. أظهر الملف الأكاديمي للطلاب المقبولين أن 75٪ كانوا ضمن أفضل 50٪ في فصلهم بالمدرسة الثانوية، و 670 درجة في اختبار سات في القراءة والكتابة المستندة إلى الأدلة، و 700 في الرياضيات.

### الاعتماد الاكاديمي
تم اعتماد الجامعة من قبل لجنة التعليم العالي. تم اعتماد برامج الهندسة المعمارية والهندسة الجزيئية الحيوية والهندسة الطبية الحيوية وهندسة الكمبيوتر والهندسة الكهربائية وتكنولوجيا الهندسة الكهربائية والهندسة الصناعية والهندسة الميكانيكية وتكنولوجيا الهندسة الميكانيكية وهندسة البرمجيات من قبل مجلس الاعتماد للهندسة والتكنولوجيا. تم اعتماد برنامج التمريض من قبل لجنة تعليم التمريض الجماعي. تم اعتماد برنامج إدارة البناء من قبل المجلس الأمريكي لتعليم البناء. تم اعتماد ماجستير العلوم في التروية من قبل لجنة اعتماد برامج التثقيف الصحي المتحالفة.

## الحرم الجامعي
يوجد حرم الجامعة، الذي يشغل مساحة 22 فدانًا في حي إيست تاون بوسط مدينة ميلووكي بولاية ويسكونسن، على عدة كتل. الجامعة لديها أصغر حرم جامعي في ولاية ويسكونسن. تختلف المباني في الحرم الجامعي باختلاف العمر، حيث تم بناء معظمها في منتصف القرن العشرين. أقدم مبنى في الحرم الجامعي هو مركز شراكة الخريجين، الذي تم بناؤه عام 1890 وأحدثها هو قاعة ديركس، وتم الانتهاء منه في عام 2019.

### المرافق الأكاديمية
تم شراء قاعة ألين برادلي للعلوم وتجديدها في عام 1958، والتي كانت في السابق مرآبًا للسيارات. قدم ألين برادلي الكثير من التمويل والمعدات للمبنى وبالتالي حصل على حق التسمية. يضم قسم الهندسة الكهربائية، والهندسة الطبية الحيوية، والهندسة الميكانيكية، بالإضافة إلى أقسام الفيزياء والكيمياء. تم افتتاح مركز فريد لووك الهندسي في عام 1967، وصممه فيتزهوغ سكوت. يعنبر امتداد لقاعة ألين برادلي للعلوم. يضم المبنى العديد من المعامل والفصول الدراسية لاستخدام العديد من الأقسام الهندسية.
المكتبة الرئيسية في الحرم الجامعي هي مكتبة والتر شرودر. تم تخصيص المكتبة في عام 1980 من قبل جيرالد فورد، وسميت على اسم قطب ولاية ويسكونسن والتر شرودر ولديها مكاتب كلية الرياضيات والهندسة الكهربائية وعلوم الكمبيوتر.
تقع معظم المباني الإدارية في مركز الحياة الطلابية والحرم الجامعي، الذي تم الحصول عليه منم صنع جعة بلاتز في عام 1987. يوجد هنا أيضًا قسم الهندسة المدنية والمعمارية وإدارة البناء. أضيف مؤخرًا مجمع روهلو للتمريض، وهو عبارة عن ترقية بملايين الدولارات لمدرسة التمريض. تتوفر هنا أيضًا العديد من الموارد الطلابية، مثل المكتبة والسوق واتحاد الطلاب المسمى «الغرفة الرائعة».
تم تخصيص قاعة روزنبرغ، موطن مدرسة رادير للأعمال في الجامعة، في عام 2003. وقد تم توفير الأموال للمشروع من قبل الخريج كينيث روزنبرغ وزوجته دوريس. تحتوي القاعة على فصول دراسية ومختبرات ومكاتب أعضاء هيئة التدريس ومركز ميلووكي لمساعدة الصادرات الأمريكية.
بدأ بناء قاعة دوايت وديان ديرك للعلوم الحاسوبية في أوائل عام 2018. تم افتتاح المبنى في سبتمبر 2019.

### المرافق الرياضية

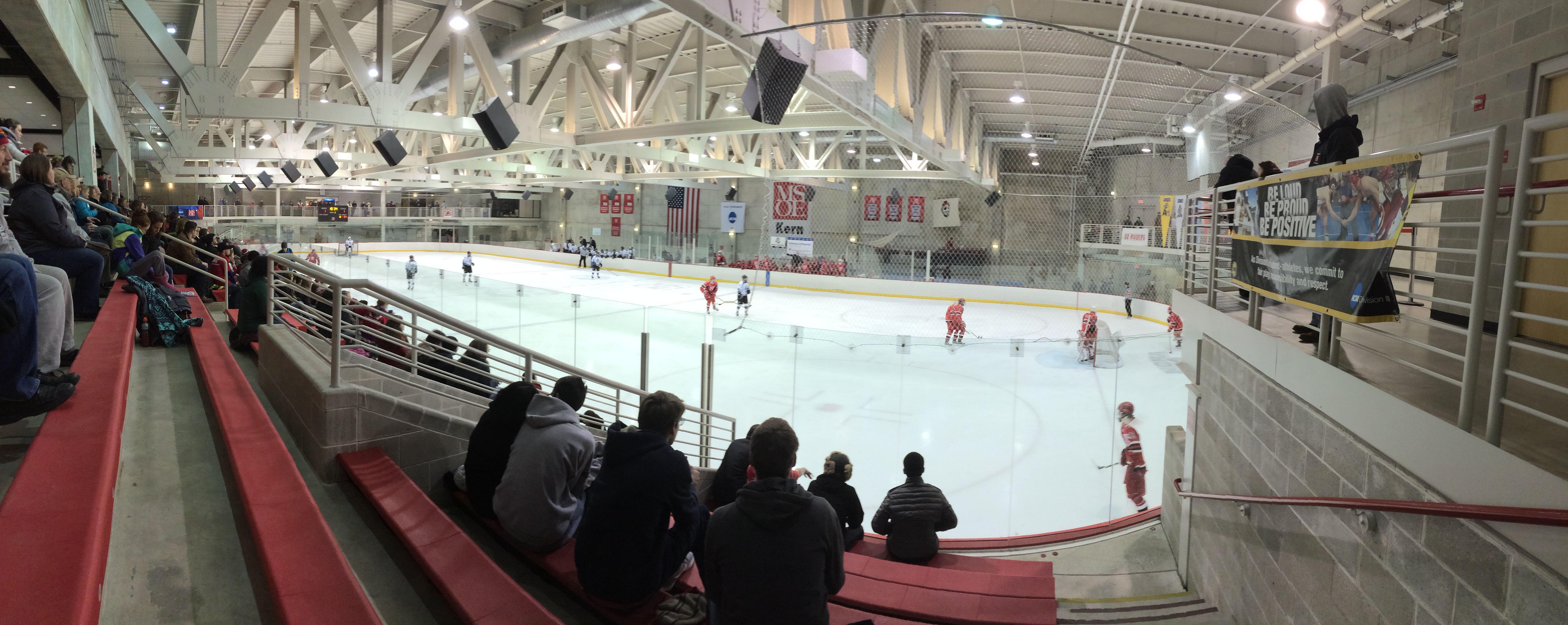
حلبة مركز كيرن الجليدية

في عام 2004، تم الانتهاء من مركز كيرن الذي تبلغ مساحته 210,000 قدم مربع، مضيفًا ساحة للهوكي وساحة كرة السلة ومركزًا للياقة البدنية ومضمارًا للركض ومنزلًا ميدانيًا إلى الحرم الجامعي. يضم مركز كيرن التابع للجامعة العديد من مرافق الفرق الرياضية، فضلاً عن توفير مناطق ترفيهية للطلاب وأعضاء هيئة التدريس والخريجين. كما أن يحتوي علي فصول دراسية، وتضم مراكز الصحة البدنية والعقلية.
في عام 2013، أكملت الجامعة تشييد ملعب رياضي جديد ومجمع للسيارات يسمى باميلا وهيرمان فيتس فيلد. تم بناء الملعب الرياضي فوق موقف سيارات في الأرض شمال مركز كيرن مباشرة.

### المباني السكنية
يمكن للطلاب الجامعيين العيش في واحدة من أربع قاعات إقامة، ولكن يجوز للطالب القادم أن يعيش فقط في روي دبليو جونسون هول أو مارجريت لوك ريزيدنس هول. تم بناء روي دبليو جونسون هول ومارجريت لوك ريزيدنس هول في 1965 و 1967 على التوالي. كلاهما عبارة عن قاعات إقامة تقليدية. بينما تم ترتيب ريجينتس هول وبرج جروهمان على طراز الشقة.
يتم تقديم الوجبات من قبل شركة أمريكان دايننج كرياشن، والتي تدير مرفقًا لتناول الطعام في مركز الحرم الجامعي.

## رؤساء الجامعة
- أوسكار ويرواث، 1903-1948
- كارل ويرواث، 1948-1977
- روبرت سبيتزر، 1977-1991
- هيرمان فيتس، 1991-2015
- جون والز، 2016 حتى الآن

## خريجون متميزون
- جيمس آي فينلي، نائب وكيل وزارة الدفاع للاقتناء والتكنولوجيا.
- كارل كيكيفر، المالك السابق لشركة ميركوري مارين، مالك فريق ناسكار.
- هاروت ساناسريان، عضو مجلس ولاية ويسكونسن.
- لاري إيه شوتز، مخترع راديو التوليف الرقمي ومحول راديو السيارة لمشغلات الأقراص المضغوطة.
- نورمان سوسمان، عضو مجلس الشيوخ عن ولاية ويسكونسن.

## روابط خارجية
- الموقع الرسمي